# モーニング娘。誕生10年記念隊
モーニング娘。誕生10年記念隊（モーニングむすめたんじょうじゅうねんきねんたい）は、女性アイドルグループのモーニング娘。メジャーデビュー10年目突入に際し結成され、2007年9月に迎えた「誕生10年」を記念するスペシャルユニットである。

## メンバー
- 飯田圭織（1期メンバー）
- 安倍なつみ（同上）
- 後藤真希（3期メンバー）
- 新垣里沙（5期メンバー）
- 久住小春（7期メンバー）

結成当時、飯田、安倍、後藤は卒業、新垣、久住は在籍。現在は全員卒業。 

## 概要
- このユニットは、モーニング娘。のデビュー10年目突入を記念して2007年に結成され、同年1月24日にデビューシングルをリリースした。
- つんく♂曰く「元々5人だったし13歳〜24歳の構成で始まったので」との事で原点に戻ったと思われるメンバー選出になっている。
- 「10周年記念隊」ではない事に注意（『ハロー!モーニング。』の冒頭や告知コーナーでエリザベス亀井〈キャメイ〉も間違えている）。
- 2007年1月12日から9月まで、『ダイハツ ドラリオン』日本公演のスペシャルサポーター「Team Dralion」の音楽部門に就任した（後任は音楽ガッタス）。

## リリース作品

### シングル
1. 僕らが生きる MY ASIA（2007年1月24日発売 初回生産限定盤：EPCE-5448、通常盤：EPCE-5449）
2. 愛しき悪友（とも）へ（2007年8月8日発売 初回生産限定盤：EPCE-5489〜90 通常盤：EPCE-5491）

### アルバム
- ハロー!プロジェクト スペシャルユニット メガベスト（2008年12月10日）

### シングルV
1. 僕らが生きる MY ASIA（2007年2月21日発売 EPBE-5229）
2. 愛しき悪友（とも）へ（2007年8月22日発売 EPBE-5260）

### DVD
1. モーニング娘。誕生10年記念隊 コンサートツアー2007夏 ～サンキューMy Dearest～（2007年11月14日発売 EPBE-5270）[1]

## 出演

### テレビ（ゲスト）
- ミュージックステーション（テレビ朝日系、2007年2月2日） - ハロー!プロジェクトのユニットとしては2006年11月放送のモーニング娘。（「歩いてる」を披露）以来の出演であり、座りトークもできた。また、事前番組である「ミニステ」にもGacktと共に出演していた。
- 音楽戦士 MUSIC FIGHTER（日本テレビ系、2007年1月26日） - 「明るいニュース」に出演していた。
- ポップジャム（NHK、2007年2月3日） - 桜塚やっくんとトーク共演、モーニング娘。としての番組初出演時や各メンバーの紅白の思い出を映像付きで語った。
- ハロー!モーニング。（テレビ東京系、2007年1月21日）
- 情報ライブMovin' （仙台放送、2007年5月22日） - ドラリオン仙台公演開始に合わせて出演した（久住は学業優先で休み）。成功祈願祭に出席の様子も紹介される。そして「僕らが生きる MY ASIA」を披露した。
- ハロモニ@（テレビ東京系、2007年8月12日）- 「愛しき悪友へ」を披露。

### コンサート
- モーニング娘。誕生10年記念隊コンサートツアー2007夏 〜サンキューMy Dearest〜（2007年8月11日〜9月1日、6都市18公演）
  - 後藤真希は、表層性胃炎による休養のため8月24日〜29日の3都市6公演に出演していなかった。